# Hjørring Stadion
Das Hjørring Stadion (durch Sponsoringvertrag offiziell Nord Energi Arena) ist ein Fußballstadion in der dänischen Stadt Hjørring, Region Nordjylland. Der Frauenfußballverein Fortuna Hjørring (3F Ligaen) sowie die Männer des Vendsyssel FF (NordicBet Liga) tragen hier ihre Heimspiele aus. Die Spielstätte ist Teil des Femhøje Idrætscenter (deutsch Femhøje Sportzentrum) und trägt deshalb seit 2014 auch den Namen Femhøje Stadion – Hjørring. Heute bietet die Anlage 10.000 Plätze, davon sind 3050 Sitzplätze.

## Geschichte
Das Hjørring Stadion wurde 1930 eingeweiht. Seit 1982 findet in Hjørring der Dana Cup, eines der größten Jugendfußballturniere der Welt, statt. Das Hjørring Stadion ist eine der vielen Spielstätten in und um Hjørring, auf denen Partien ausgetragen werden. 2003 erreichte Fortuna Hjørring das Finale des UEFA Women’s Cup gegen den Umeå IK aus Schweden. Im Rückspiel unterlag man vor heimischer Kulisse mit 0:3, nachdem man das Hinspiel schon mit 1:4 verloren hatte.
Im September 2011 stimmte der Rat der Hjørring Kommune für den Bau eines neuen Stadions, welches bis zum Frühjahr 2013 fertiggestellt werden sollte. Die Hjørring Kommune ließ die Pläne aber wieder fallen, da der Bau sie in finanzielle Schwierigkeiten gebracht hätte. Am 29. Mai 2013 stand die Abstimmung zur Renovierung des Hjørring Stadion an. Mit 20 zu 10 Stimmen wurde der Vorschlag angenommen. Statt des Neubaus wurde das damals über 70 Jahre alte Stadion zwischen 2014 und 2015 renoviert. Die Arbeiten am Stadion und das neue Femhøje Idrætscenter beliefen sich auf 35 Mio. DKK (rund 4,7 Mio. €). Die Kosten wurden durch die Hjørring Kommune, die VUC & HF Nordjylland (Erwachsenenbildung) sowie die Hjørring Private Realskole (HPR) getragen. Nachdem der Vendsyssel FF 2018 in die Superliga aufgestiegen war, wurde das Fassungsvermögen der Anlage auf 10.000 Besucher erweitert. Dies schreibt die höchste dänische Fußballliga vor. Anfang August 2019 konnte die erweiterte Fußballarena eröffnet werden. Beim Bau wurde auf die Nachhaltigkeit der Anlage geachtet. Die Gebäude erfüllen die Anforderungen an Passivhäuser und es wird u. a. das vorhandene Tageslicht genutzt. Dadurch werden die Betriebs- und Wartungskosten niedrig gehalten. Es wird als Danmarks mest bæredygtige stadion (deutsch Dänemarks nachhaltigstes Stadion) bezeichnet. Als erste Veranstaltung fand der Dana Cup 2015 im Stadion statt. Die Partie des Vendsyssel FF gegen den Aalborg BK am 6. August 2018 lockte 6415 Zuschauer zu einem Besucherrekord in die Nord Energi Arena.

## Tribünen
Die Nordjyske Bank Tribunen als Haupttribüne liegt an der Längsseite im Westen und verfügt über mehr als 600 überdachte Sitzplätze. Sie beherbergt auch die Presse- wie die rollstuhlgerechten Plätze. Hinzu kommt der V.I.P.-Bereich mit der Brdr. Hosbond Lounge mit mehr als 600 Plätzen. Angeschlossen an den Zuschauerrang sind zwei Sporthallen für verschiedene Sportarten und Veranstaltungen. Auf der Gegenseite entstand die Vennelyst Tribunen. Sie wurde im Herbst 2018 erweitert und überdacht. Neben den Sitzplätzen stehen 700 Stehplätze für den Fanclub des Vendsyssel FF bereit. An der Nordseite hinter dem Tor wurde im Frühjahr 2019 die Nordic Seafood Tribunen fertiggestellt. Sie wurde bei einem Spiel gegen den Aalborg BK am 13. April des Jahres eingeweiht. Sie verfügt über 206 Sitz- und 1400 Stehplätze, von denen 800 überdacht sind. Auf der Südseite befindet sich der 3F Skagerak Afsnit mit Stehplätzen.